# (21253) 1996 AX3
1996 أي أكس 3 (ويعرف أيضًا باسم (21253) 1996 أي أكس 3 وفق تسمية الكوكب الصغير) (بالإنجليزية: 1996 AX3)‏ هو كويكب ضمن حزام الكويكبات؛ وترتيبه 21253 من حيث الاكتشاف.
اكتُشف هذا الجُرم الفلكي بواسطة هيروشي كانيدا في 13 يناير 1996.

## وصلات خارجية
- (21253) 1996 AX3 في قاعدة بيانات مختبر الدفع النفاث لأجرام النظام الشمسي الصغيرة

- الاكتشاف · مخطط المدار ·  العناصر المدارية · المعلمات المادية

- (21253) 1996 AX3 على موقع ويكي سكاي: DSS2, SDSS, GALEX, IRAS, Hydrogen α, X-Ray, Astrophoto, Sky Map, Articles and images